# Elezioni generali nelle Isole Marshall del 2019
Le elezioni generali nelle isole Marshall del 2019 si sono tenute il 18 novembre per il rinnovo della Nitijeļā, il Parlamento marshallese.

## Sistema elettorale
I 33 membri della Nitijeļā vengono eletti con suffragio universale da tutti i cittadini di età maggiore di 18 anni in 19 collegi uninominali attraverso un sistema maggioritario secco e 5 collegi plurinominali, con un numero di eletti che va da due a cinque, attraverso un sistema di voto in blocco. Il Presidente viene poi indirettamente eletto dalla Nitijeļā tra i propri membri.
Per la prima volta dopo 40 anni, queste elezioni hanno introdotto un vincolo per quanto riguardava il voto per corrispondenza, ossia il fatto di dare il diritto di voto solamente ai cittadini marshallesi residenti all'estero, per la stragrande maggioranza negli Stati Uniti d'America, che possedessero almeno un'abitazione su suolo marshallese.

Tale norma, varata nel 2016 e giudicata incostituzionale nell'ottobre 2019, ossia non in tempo per ripristinare il sistema di voto entro le elezioni di novembre, ebbe un enorme peso sull'andamento delle elezioni, basti pensare che nel 2015 i voti per corrispondenza avevano rappresentato il 60% del totale, e che nel 2011 i voti dei residenti all'estero avevano ribaltato il voto in tre collegi elettorali.

## Risultati
Poiché la legge elettorale marshallese prevede che siano ritenute valide anche le schede elettorali arrivate per posta fino a 14 giorni dopo il giorno dell'elezione, purché rechino uno timbro postale precedente a tale giorno, il conteggio completo di tutti i voti non si è avuto che a partire dal 3 dicembre 2020.
Il 10 dicembre, l'amministrazione delle Isole Marshall ha emesso i risultati "finali non ufficiali", dando inizio a un periodo di 14 giorni in cui i risultati potevano essere contestati prima di essere dichiarati "finali ufficiali". Questi ultimi sono infine stati confermati il 25 dello stesso mese.
I candidati uscenti sono stati sconfitti in 6 seggi su 33; tra le due donne elette, oltre alla presidentessa uscente Hilda Heine c'è stata anche la più giovane persona mai eletta alla Nitijeļā, ossia la ventottenne Kitlang Kabua, figlia del primo presidente marshallese Amata Kabua e sorella dell'altro parlamentare David Kabua, che si aggiudicherà poi le elezioni presidenziali.
Questa tornata elettorale ha visto un'affluenza del 37,84%, con solo 17 834 votanti su 47 133 aventi diritto, in calo di circa l'8% rispetto alle elezioni precedenti, soprattutto per il malcontento generato dalla sopraccitata norma riguardante i cittadini residenti all'estero.
| Circoscrizione elettorale | Candidato             | Voti  | Note           |
| ------------------------- | --------------------- | ----- | -------------- |
| Ailinglaplap (2)          | Christopher Loeak     | 702   | Rieletto       |
| Ailinglaplap (2)          | Alfred Alfred, Jr     | 516   | Rieletto       |
| Ailinglaplap (2)          | Isaac Zackhras        | 249   |                |
| Ailuk (1)                 | Maynard Alfred        | 188   | Rieletto       |
| Ailuk (1)                 | Hackney Takju         | 121   |                |
| Arno (2)                  | Jiba Kabua            | 512   | Eletto         |
| Arno (2)                  | Mike Halferty         | 418   | Rieletto       |
| Arno (2)                  | Arthur Jetton         | 375   |                |
| Arno (2)                  | Jejwarick Anton       | 343   | Non confermato |
| Aur (1)                   | Hilda Heine           | 292   | Rieletto       |
| Aur (1)                   | Justin Lani           | 196   |                |
| Ebon (1)                  | John Silk             | 276   | Rieletto       |
| Ebon (1)                  | Neamon Neamon         | 128   |                |
| Enewetak (1)              | Jack Ading            | 282   | Rieletto       |
| Enewetak (1)              | Yoster John           | 60    |                |
| Jabat (1)                 | Kessai Note           | –     | Rieletto       |
| Jaluit (2)                | Casten Nemra          | 580   | Rieletto       |
| Jaluit (2)                | Jemi Nashion          | 446   | Eletto         |
| Jaluit (2)                | Daisy Alik-Momotaro   | 387   | Non confermato |
| Kili/Bikini/Ejit (1)      | Peterson Jibas        | 284   | Eletto         |
| Kili/Bikini/Ejit (1)      | Eldon Note            | 204   | Non confermato |
| Kwajalein (3)             | Michael Kabua         | 1 217 | Rieletto       |
| Kwajalein (3)             | Kitlang Kabua         | 931   | Eletto         |
| Kwajalein (3)             | David Paul            | 817   | Rieletto       |
| Kwajalein (3)             | Alvin Jacklick        | 671   | Non confermato |
| Lae (1)                   | Thomas Heine          | –     | Rieletto       |
| Lib (1)                   | Joe Bejang            | 321   | Eletto         |
| Lib (1)                   | Whitney Loeak         | 44    |                |
| Likiep (1)                | Donald Capelle        | 318   | Eletto         |
| Likiep (1)                | Tommy Kijiner, Jr.    | 238   |                |
| Majuro (5)                | Tony Muller           | 1 607 | Rieletto       |
| Majuro (5)                | Stephen Phillip       | 1 459 | Eletto         |
| Majuro (5)                | Sandy Alfred          | 1 382 | Eletto         |
| Majuro (5)                | Kalani Kaneko         | 1 379 | Rieletto       |
| Majuro (5)                | Brenson Wase          | 1 268 | Rieletto       |
| Majuro (5)                | David Kramer          | 1 242 | Non confermato |
| Majuro (5)                | Yolanda Lodge-Ned     | 1 225 |                |
| Maloelap (1)              | Bruce Bilimon         | 304   | Rieletto       |
| Maloelap (1)              | Michael Konelios      | 172   |                |
| Mejit (1)                 | Dennis Momotaro       | 287   | Rieletto       |
| Mejit (1)                 | Helkena Anni          | 172   |                |
| Mili (1)                  | Wilbur Heine          | 400   | Rieletto       |
| Mili (1)                  | Joniton Lometo        | 200   |                |
| Namorik (1)               | Wisely Zackhras       | 258   | Rieletto       |
| Namorik (1)               | Hebel Luther          | 155   |                |
| Namu (1)                  | Tony Aiseia           | 358   | Rieletto       |
| Namu (1)                  | Ace Doulatram         | 326   |                |
| Rongelap (1)              | Kenneth Kedi          | 339   | Rieletto       |
| Rongelap (1)              | Hilton Tonton Kendall | 287   |                |
| Ujae (1)                  | Atbi Riklon           | 190   | Rieletto       |
| Ujae (1)                  | Waylon Muller         | 96    |                |
| Utirik (1)                | Hiroshi Yamamura      | 303   | Eletto         |
| Utirik (1)                | Amenta Matthew        | 257   | Non confermato |
| Wotho (1)                 | David Kabua           | 120   | Rieletto       |
| Wotho (1)                 | Samantha Samson       | 30    |                |
| Wotje (1)                 | Ota Kisino            | 294   | Eletto         |
| Wotje (1)                 | John Kaiko            | 200   |                |
|                           |                       |       |                |

## Conseguenze

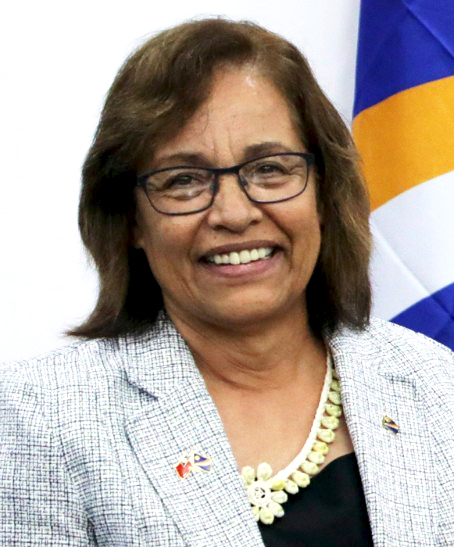
La presidentessa uscente Hilda Heine

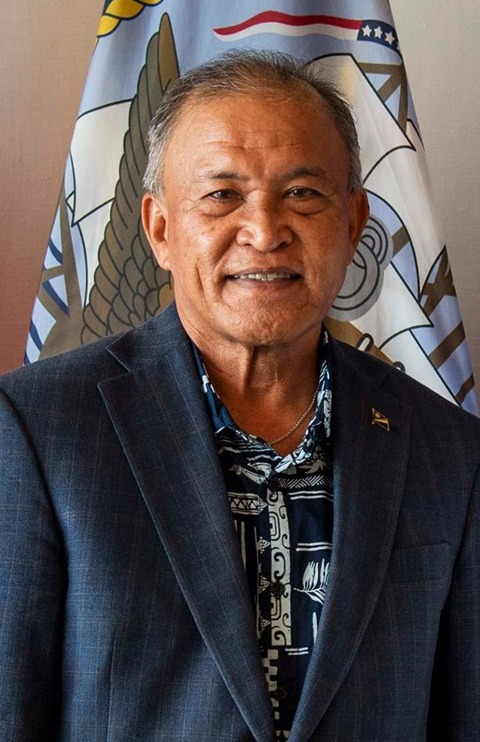
Il vincitore delle elezioni presidenziali David Kabua

Sebbene le elezioni nelle Isole Marshall siano ufficialmente apartitiche, la maggior parte dei membri della Nitijeļā fanno parte di raggruppamenti non ufficiali. In particolare, il gruppo che sosteneva il governo della presidentessa uscente Hilda Heine è uscito indebolito dalle elezioni del 2019, mentre il gruppo che sosteneva il candidato d'opposizione, David Kabua, figlio del primo presidente marshallese Amata Kabua, ne è uscito rafforzato. La neoeletta Nitijeļā si è poi riunita il 6 gennaio 2020 per le elezioni presidenziali, eleggendo presidente David Kabua, in passato già ministro degli interni e della salute, e speaker Kenneth Kedi, già speaker nella precedente legislatura.

### Elezioni presidenziali
Le elezioni presidenziali, condotte con scrutinio segreto, sono state dunque vinte dal candidato dell'opposizione, David Kabua, che ha trionfato sulla presidentessa uscente Hilda Heine, ottenendo 20 voti, ossia il 62,50% del totale, contro i 12 della sua avversaria.
| Candidato                | Candidato                | Posizione                | Voti | %     |
| ------------------------ | ------------------------ | ------------------------ | ---- | ----- |
|                          | Hilda Heine              | Presidentessa uscente    | 12   | 32,50 |
|                          | David Kabua              | Candidato d'opposizione  | 20   | 62,50 |
|                          |                          |                          |      |       |
| Totale                   | Totale                   | Totale                   | 32   | 100   |
| Astenuti                 | Astenuti                 | Astenuti                 | 1    | 3,09  |
| Votanti / partecipazione | Votanti / partecipazione | Votanti / partecipazione | 32   | 96,91 |

Dato che le Isole Marshall erano uno degli ultimi quattro Stati  del Pacifico, su un totale di quindici, a riconoscere l'indipendenza di Taiwan, il voto è stato seguito con particolare attenzione sia da Taipei che dagli Stati Uniti d'America, preoccupati dal fatto che una vittoria dell'opposizione avrebbe potuto significare un riavvicinamento delle Marshall alla Repubblica Popolare Cinese, che da qualche anno stava tentando di accrescere la propria influenza nella regione. Tuttavia, il neoeletto presidente Kabua ha dichiarato di voler proseguire la politica già tenuta al riguardo dalla ex presidentessa Heine, ricevendo subito le congratulazioni per i suoi risultati elettorali dal governo taiwanese ed effettuando poi una visita di Stato nel paese nel marzo 2022, ribandendo la solida amicizia tra le due nazioni.